# Broker pattern
Un Broker Pattern è un sistema che distribuisce in maniera trasparente vari aspetti del software su nodi differenti con l'utilizzo di oggetti remoti. Gli elementi essenziali sono:
- client (PROXY)
- broker
- oggetto remoto

Come in un normale sistema client server il proxy interroga il broker per ricevere un dato servizio. Il broker però, non fornisce direttamente il servizio ma mette in comunicazione il client con l'oggetto remoto, chiamandone i metodi.
Questa tipologia di pattern architetturale permette di sviluppare separatamente i vari componenti spesso riuscendo a rendere i vari oggetti remoti utilizzabili anche da altri sistemi e dunque permette l'aggiornamento dei vari oggetti senza dover interrompere il funzionamento dell'intero sistema dato che i proxy possono comunque continuare ad accedere agli altri oggetti. Inoltre, talora ne nascesse il bisogno, si possono scrivere client per nuove piattaforme continuando ad accedere agli stessi broker e oggetti remoti. Tale progettazione rende possibile anche il riutilizzo di componenti progettati in passato o per altri sistemi.